# 펑크난 타이어
펑크난 타이어(영국 영어: flat tyre)는 공기가 빠진 타이어로, 휠의 림이 타이어 트레드나 노면에 닿아 차량 제어 불능이나 타이어에 돌이킬 수 없는 손상을 초래할 수 있다. 펑크난 타이어의 가장 흔한 원인은 못이나 핀과 같은 날카로운 물체에 타이어가 뚫려 공기가 빠져나가는 것이다. 파열의 크기에 따라 타이어는 천천히 또는 빠르게 공기가 빠질 수 있다.

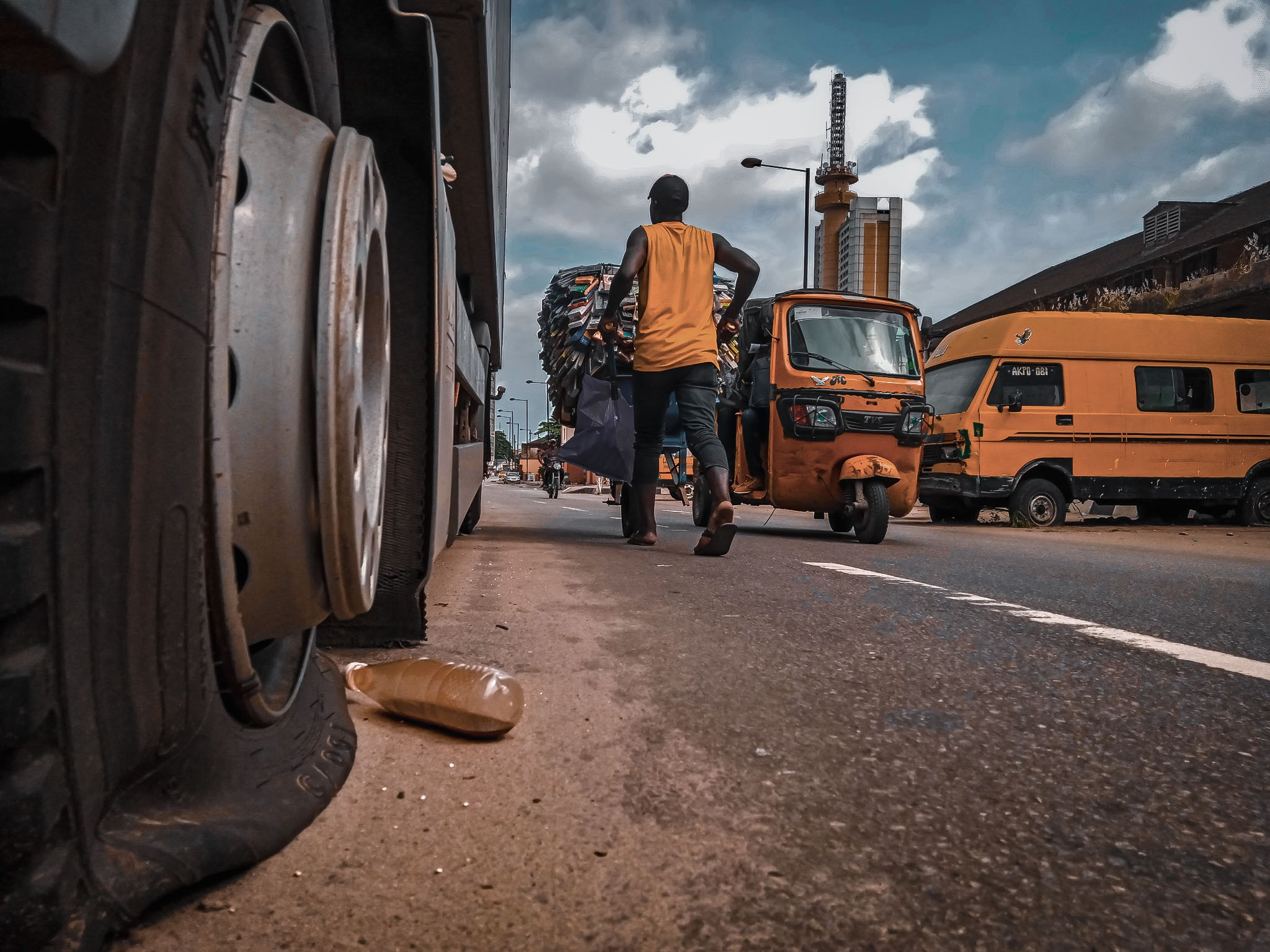
나이지리아 라고스의 번잡한 지역에 펑크난 타이어. 펑크난 타이어가 있는 차량은 현지 교통 체증을 유발할 수 있다.

타이어 펑크 외에도 펑크는 다음과 같은 원인으로 발생할 수 있다: 공기 주입구의 고장 또는 손상; 타이어에 박힌 못; 타이어가 도로에 마찰; 타이어 파열; 다른 물체와의 충돌로 인한 타이어와 림 분리; 과도한 타이어 트레드 마모로 인한 폭발적인 타이어 파열 또는 도로 잔해에 의한 타이어 손상. 일부 타이어, 특히 느리게 새는 타이어는 수리하여 다시 공기를 주입할 수 있지만, 다른 타이어, 특히 트레드가 마모된 타이어는 교체해야 한다.

## 펑크난 타이어로 운전 또는 주행
타이어 펑크가 발생하면 운전자는 서서히 속도를 줄이고 도로 갓길로 빠져나갈 것이 권장된다. 계속 운전하면 휠, 허브 또는 차량의 다른 부품이 손상될 수 있다. 펑크난 타이어로 운전하는 것은 특히 고속에서 제어 불능을 초래하여 자동차 사고로 이어질 수 있다.
자전거의 경우, 펑크난 타이어는 조작을 저해하고 구름 저항을 증가시킨다.

## 펑크난 타이어 수리

### 자동차
영국 출처에 따르면 타이어 펑크는 차량 고장의 약 10%를 차지한다.
자동차에는 일반적으로 타이어 교체를 위한 도구가 갖춰져 있다. 이러한 도구에는 잭, 타이어 레버 또는 휠 렌치, 그리고 스페어 타이어가 포함된다. 손잡이 펌프, 압력 캔 또는 전기로 작동하는 공기 펌프를 사용하여 느리게 새는 타이어에 다시 공기를 주입할 수 있다.

도로변에서 펑크난 타이어를 임시로 수리하고 다시 공기를 주입하는 일반적인 방법은 캔 타이어 씰런트를 사용하는 것이다. 운전자가 이것을 밸브에 연결하면, 캔 내부의 압축 추진제가 캔의 내용물을 밸브를 통해 타이어로 밀어 넣어 액체 씰런트가 펑크난 곳으로 향하게 하고 펑크를 막는다. 압축 추진제는 타이어를 팽창시키기도 한다. 타이어 씰런트는 일반적으로 직경 3/16인치(5mm) 이하의 펑크에 유용하다. 콘티넨탈 타이어가 수행한 연구에 따르면 펑크의 95%는 5mm 이하의 물체로 인해 발생한다. 일반적으로 씰런트는 수성 라텍스 용액으로, 영구적인 수리를 하기 전에 타이어 수리 전문가가 쉽게 제거할 수 있다. 캔 타이어 씰런트는 빠르고 간단하게 사용할 수 있으며, 바쁜 고속도로 옆이나 고르지 않은 지형과 같이 차량이 위험한 위치에 있을 때도 작동한다는 추가적인 이점이 있다. 

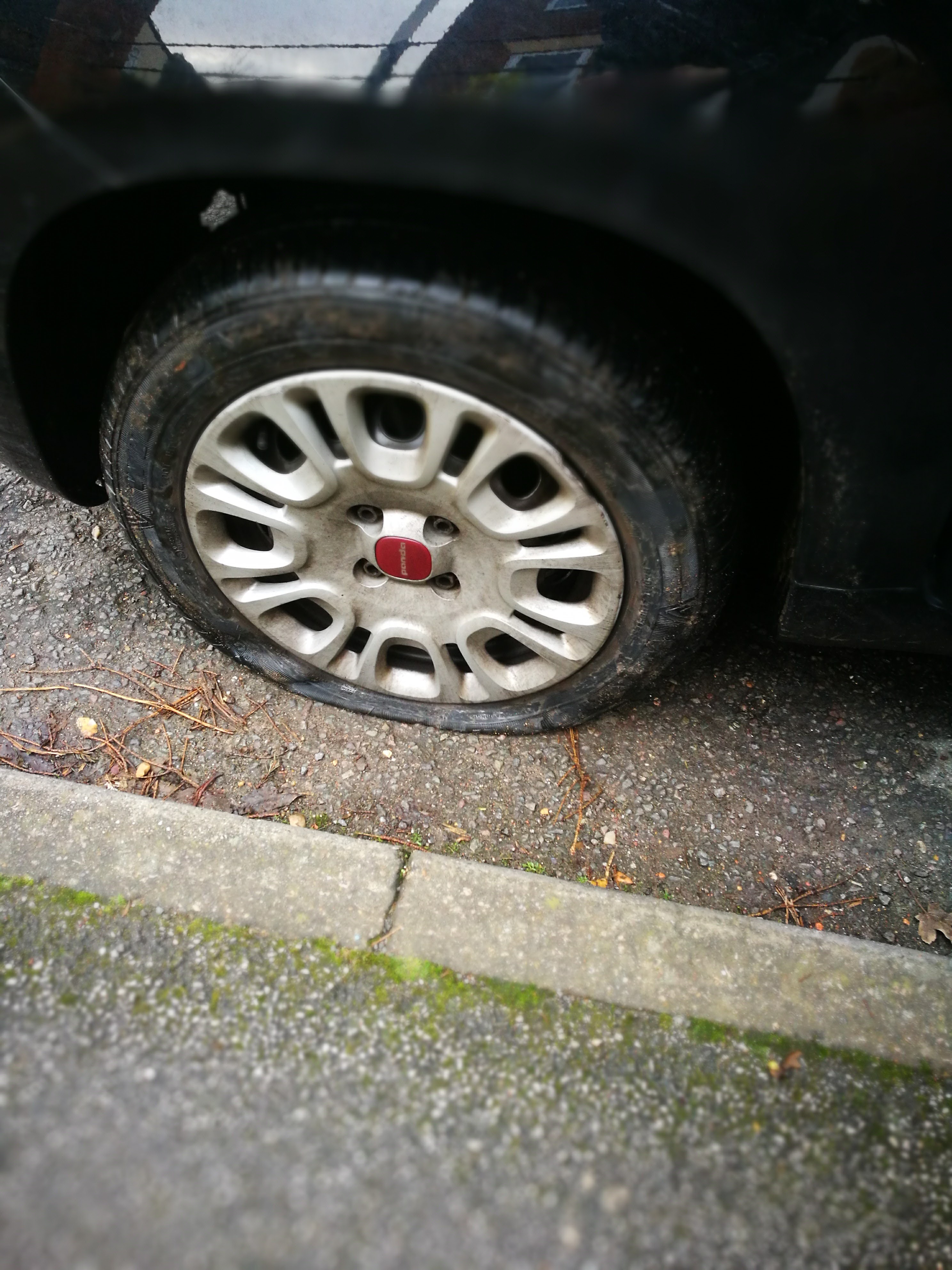
피아트 판다 자동차의 펑크난 타이어

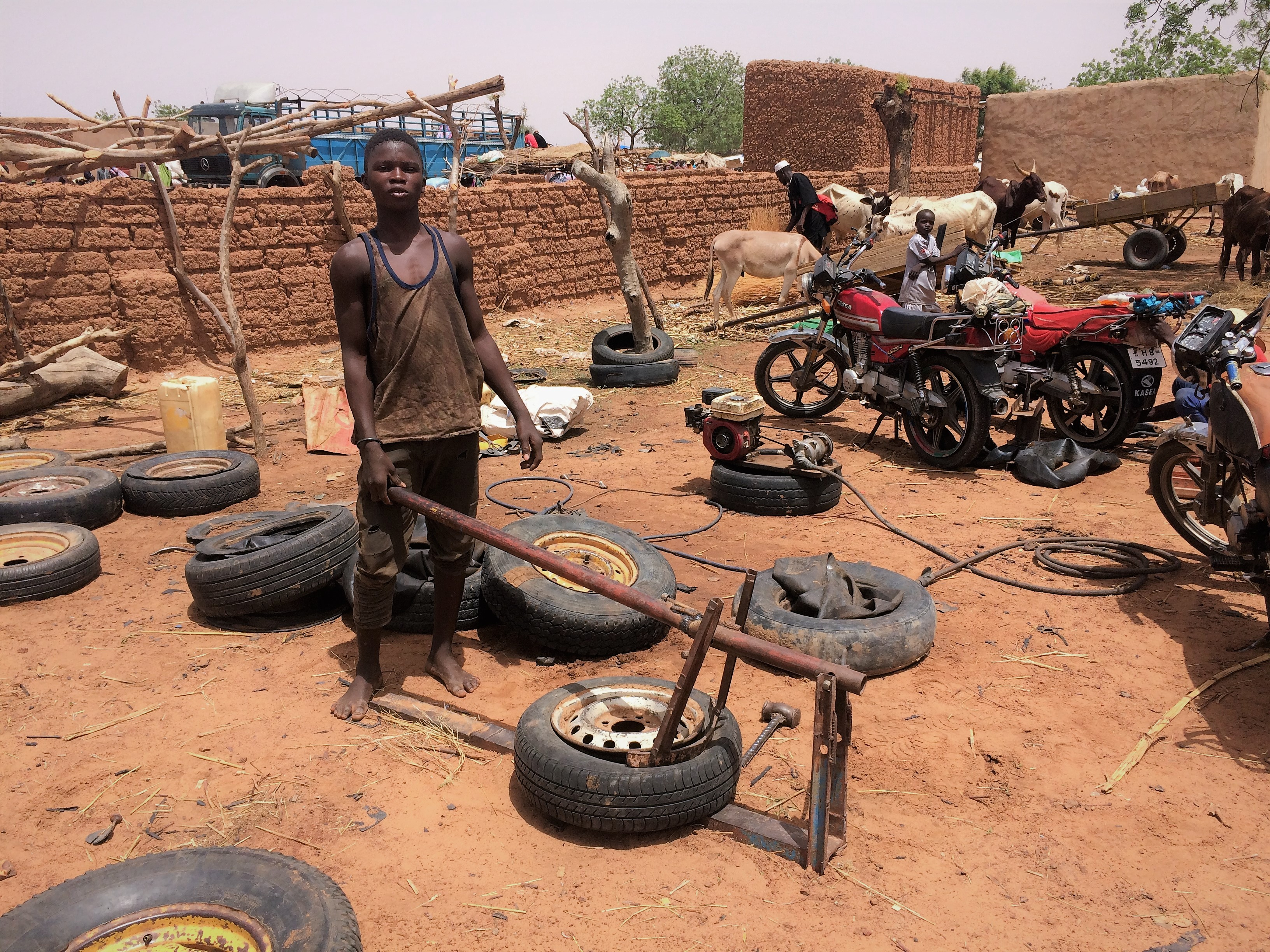
니제르, 서아프리카의 길가 타이어 수리점

 수성 씰런트는 밸브 스템을 통해서도 타이어에 주입할 수 있다. 이것은 유해한 화학 물질과 에어로졸 가스가 덜 포함되어 있다. 그런 다음 공기 압축기를 사용하여 씰런트를 타이어로 주입할 수 있다.
펑크난 타이어는 패치나 플러그로 수리할 수 있으며, 또는 타이어 자체가 수리될 수도 있다. 자가 밀봉 타이어는 특정 크기까지의 펑크에 작동한다.
패치 수리는 일반적으로 수리점에서 사용된다. 다음과 같은 경우 마모된 타이어를 패치하지 않을 수도 있다: 구멍이 이전 패치에 가깝거나; 이미 두 개 이상의 패치가 있거나; 펑크에 두 개 이상의 패치가 필요하거나; 펑크가 너무 가깝거나; 펑크가 사이드월에 가깝거나. 패치는 타이어를 제거하고, 펑크를 표시하고, 표면을 긁어 부드러운 표면(타이어 내부)을 만든 다음, 고무 시멘트를 바르고, 패치를 붙인 다음, 손잡이가 달린 작은 금속 바퀴로 표면에 눌러 수행한다. 대안은 조합 패치 및 플러그이다. 이것은 플러그가 내장되어 제조되며; 이 패치를 적용하는 방법은 비슷하지만 더 많은 단계가 포함되며, 펑크에 구멍을 뚫어 플러그를 통과시킨 다음, 타이어 바깥쪽에서 여분의 플러그를 잘라내는 것도 포함된다.
마지막 방법인 타이어 플러그는 타이어를 제거하지 않고도 수행할 수 있다. 관통한 물체를 타이어에서 제거한 다음, 고무 시멘트가 코팅된 플러그를 일반적으로 키트에 포함된 손잡이로 삽입한다. 많은 기술자들은 플러그가 패치보다 덜 신뢰할 수 있지만 씰런트보다는 더 신뢰할 수 있다고 생각한다.
타이어 패치의 한 가지 단점은 타이어를 휠에서 제거해야 하는 과정 때문에 휠에 다시 장착할 때 타이어의 균형을 다시 맞춰야 한다는 것이다. 타이어 씰런트도 타이어의 불균형을 초래하지만, 임시 수리이므로 덜 문제로 간주된다. 그러나 타이어 씰런트의 폐기 문제, 기술자에 대한 위험, 그리고 타이어 내부와 휠 모두를 청소해야 하는 필요성은 모두 타이어 씰런트의 단점으로 간주될 수 있다.
타이어는 다양한 이유로 공기가 샐 수 있다. 여기에는 다음이 포함되지만 이에 국한되지는 않는다: 휠 자체의 손상, 손상된 밸브 스템, 타이어의 펑크(펑크를 낸 물체가 타이어에 박히지 않은 경우 찾기 어려울 수 있음) 및 타이어의 부적절한 설치(과도한 힘으로 설치할 때 타이어의 비드가 잘릴 수 있음).
때때로 펑크가 타이어 내부까지 "완전히" 뚫리지 않을 수도 있다. 따라서 펑크가 타이어에서 공기를 새게 하는 원인이라는 결론을 내리기 전에, 손으로 펑크를 가볍게 제거해 보라. 못 머리나 매우 짧은 못이 실제로는 펑크가 아니지만 펑크처럼 보일 수도 있다.
또한 타이어는 시간이 지남에 따라 단순히 공기를 잃는다는 사실도 언급할 가치가 있다. 제대로 팽창된 새 타이어도 펑크가 없어도 시간이 지나면 공기를 잃는다. 이것은 주로 밸브 스템의 디자인과 다른 이유들 때문이다. 충분한 시간이 주어지면 타이어는 외부 개입 없이 완전히 공기가 빠질 수 있다.

### 자전거

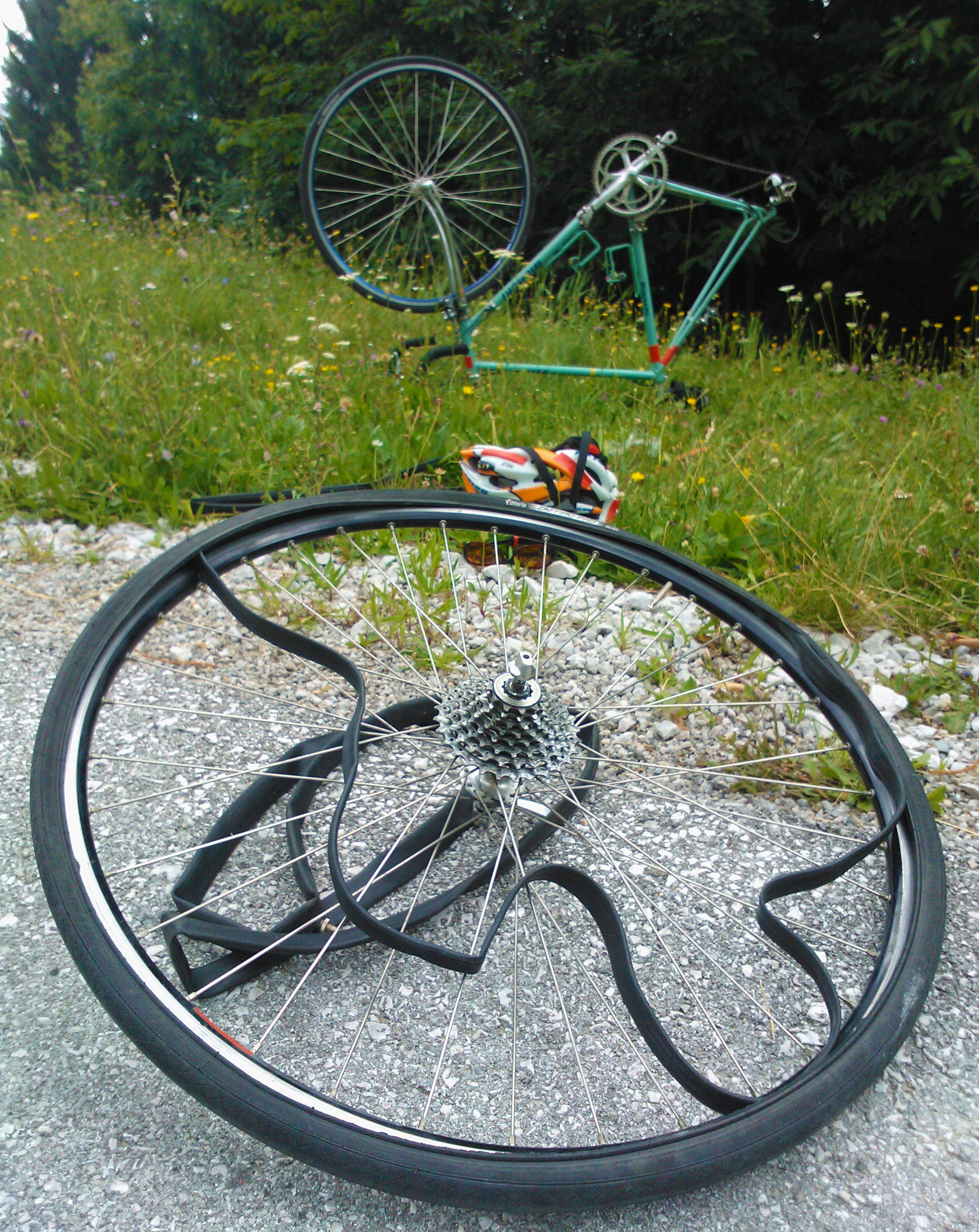
로드 바이크의 펑크난 튜브 교체

얇은 벽의 타이어, 특히 도로 경주용 자전거에 사용되는 타이어는 가시나 작은 유리 조각과 같은 도로 잔해에 특히 취약하여, 더 견고한 트레드를 가진 타이어에는 영향을 미치지 않을 수도 있다. 자전거 튜브를 수리하거나 교체하는 데 필요한 장비는 비교적 최소한이며, 자전거 타는 사람들이 자주 휴대한다.
도로에서 펑크난 타이어에 대처하는 가장 쉬운 방법은 여분의 튜브가 있다면 튜브를 교체하는 것이다. 바퀴를 제거하고, 타이어 레버로 타이어를 림에서 들어내고 손상 원인을 검사한 다음, 튜브를 교체하고 바퀴에 공기를 주입한다. 공기 주입은 프레임에 장착된 펌프 또는 CO2 카트리지 팽창기를 사용하여 수행할 수 있다. CO2 카트리지는 일반적으로 일회용이지만 펌프는 많은 펑크난 타이어에 공기를 주입하는 데 사용할 수 있다. 그런 다음 튜브는 나중에 수리할 수 있다.

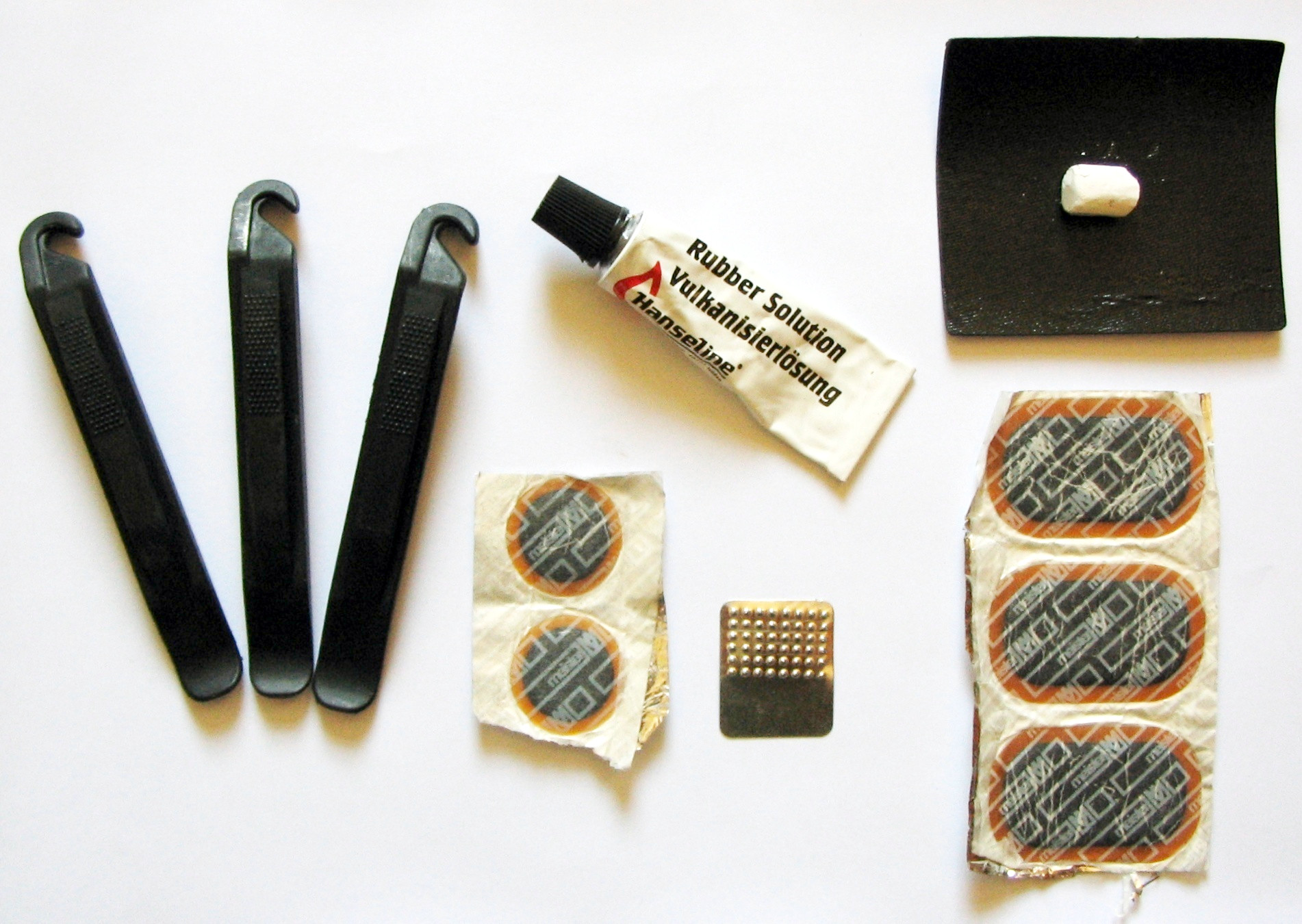
타이어 레버, 가황액, 연마 강판 및 직물, 펑크 패치, 그리고 펑크를 표시할 분필로 구성된 펑크 수리 키트

튜브 수리는 도로에서 필요할 수 있다. 물과 주방 세제에 담그는 것을 포함하여 작은 펑크를 찾는 여러 가지 방법이 있지만, 물 그릇을 사용할 수 없을 때는 펑크에서 공기가 새는 것을 느낄 수 있을 때까지 튜브를 팽창시키는 것이 가장 간단한 방법일 수 있다. 펑크를 찾으면 펑크를 청소하고 패치를 적용한다(루이 뤼스탱의 펑크 패치 발명 참조). 타이어 밸브도 손상될 수 있다는 점에 유의해야 한다. 이 경우 튜브 수리가 불가능하므로 튜브를 교체해야 한다.
바깥쪽 타이어의 트레드 손상이 심각할 경우, 부츠라고 알려진 튼튼한 자가 접착 패치를 타이어 안쪽에 추가로 부착할 수 있다. 궁핍한 자전거 운전자들은 접힌 지폐를 임시 부츠로 자주 사용한다.
경주용 자전거는 종종 특수하고 평평한 휠 림에 접착되는 튜블러 타이어를 사용한다. 이 타이어의 사용은 종종 전체 스페어 휠을 사용할 수 있는 상황으로 제한된다.
경량 타이어의 펑크를 방지하는 또 다른 방법은 타이어 트레드 구조에 케블라 벨트를 사용하는 것이다.
자전거 및 기타 타이어의 펑크를 방지하는 또 다른 방법은 Slime이라는 주입식 액체 점성 화학물질 goo의 독점 브랜드를 사용하는 것이다. 이 화학물질 "goo"는 튜브 또는 타이어의 바깥쪽 벽에 달라붙어 코팅하는 경향이 있어, 튜브 또는 타이어 내부에 유연한 고무 유형 보호층을 추가한다. 많은 MTB 라이더 또는 "산악 자전거 라이더"는 심각한 펑크를 방지하거나 처음부터 펑크를 방지하기 위해 타이어를 미리 처리한다. 이와 동일한 유형의 액체는 가압되지 않은 용기 또는 팽창성 가스가 들어 있는 가압 용기에 담겨 많은 자동차 및 자전거 매장에서 판매된다. 이 Fix-A-Flat 유형의 화학물질 자동차 판매 버전은 미국에서 판매된다.

## 펑크난 타이어 교체의 위험
펑크난 타이어로 인해 갇힌 운전자들은 여러 가지 위험에 직면한다.
가장 흔한 위험은 지나가는 교통량이다. 특히 타이어가 도로와 가까운 쪽에 있을 경우, 운전자는 지나가는 차에 치일 위험이 있다. 운전자가 타이어를 교체하는 쪽이 움직이는 교통량과 반대편에 있는 곳으로 차를 댈 수 없다면, 그는 지나가는 차의 경로에 직접적으로 있거나 불과 몇 인치 떨어져 있을 수 있다. 도로에 어떤 종류의 경고가 설치되어 있더라도, 완전히 주의를 기울이지 않는 운전자는 상황을 피하지 못할 수도 있다.
일부 운전자, 특히 체력이 약한 운전자는 타이어를 교체하려다 부상을 입을 위험이 있다. 종종 휠 너트는 휠에 매우 단단히 고정되어 있으며, 타이어 자체도 상당히 무겁다.
런플랫 타이어를 사용하면 이러한 문제를 예방할 수 있지만, 일부 런플랫 타이어는 다른 내재된 결함이 있어 매력이 덜하다.

## 런플랫 타이어
런플랫 타이어는 펑크가 났을 때 공기가 빠지는 것을 막아 차량이 속도를 줄인 상태로 제한된 거리 동안 계속 주행할 수 있도록 설계된 탈것 타이어이다. 1930년대 타이어 제조업체 미쉐린에 의해 처음 개발된 런플랫 타이어는 1980년대에 대중 시장에 출시되었다. 시간이 지남에 따라 인기가 높아졌다.  일부 런플랫 타이어는 타이어 무스라는 물질을 사용한다.

## 같이 보기
- 트윌 - 미쉐린의 공기 없는 타이어
- 타이어 제조
- 타이어 공기압 경보장치